# Уэйт-Парк (город, Миннесота)
Уэйт-Парк (англ. Waite Park) — город в округе Стернс, штат Миннесота, США. На площади 20,2 км² (20,2 км² — суша, водоёмов нет), согласно переписи 2002 года, проживают 6568 человек. Плотность населения составляет 324,7 чел./км².
- Телефонный код города — 320
- Почтовый индекс — 56387, 56388
- FIPS-код города — 27-67612[1]
- GNIS-идентификатор — 0653722[2]